# Нам дзвони не грали, коли ми вмирали
«Нам дзвони не грали, коли ми вмирали» — радянський художній фільм 1991 року, знятий режисером Миколою Федюком на студії «Галичина-фільм».

## Сюжет
Про трагедію народу Західної України, який опинився між гітлерівським та сталінським тоталітарними режимами.

## У ролях
- Валентин Троцюк — Петро
- Віктор Соловйов — Павло
- Дмитро Миргородський — Андрій
- Валентина Зимня — мати Петра
- Олексій Горбунов — роль другого плану
- Олена Пономаренко — роль другого плану
- Борислав Брондуков — роль другого плану
- Тетяна Коростильова — роль другого плану
- Сергій Кучеренко — роль другого плану
- Георгій Морозюк — роль другого плану
- Олександр Шиманскіс — роль другого плану
- Володимир Абазопуло — роль другого плану
- Анатолій Владко — роль другого плану
- Лариса Кадирова — жінка-стражниця
- Осип Найдук — роль другого плану
- Галина Стефанова — епізод

## Знімальна група
- Режисер — Микола Федюк
- Сценарист — Василь Портяк
- Композитор — Мирослав Скорик
- Художник — Олександр Даниленко